# Quilombo de Cruz Sena
O quilombo de Cruz Sena localizado na Serra do Santo Antônio e fazenda do mesmo nome, no atual município de Conceição de Macabu, Estado do Rio de Janeiro, quando este era freguesia do município de Macaé.